# Erdinger
La Privatbrauerei Erdinger Weißbräu Werner Brombach GmbH (también conocida simplemente como Erdinger Weißbräu) es una empresa cervecera alemana establecida en la ciudad de Erding, Baviera, fundada en 1886. Sus productos más conocidos son su homónima Weißbier (cerveza de trigo).

## Historia
Erdinger es la cervecería de cerveza de trigo más grande del mundo. Está ampliamente disponible y es popular en Alemania y la Unión Europea. Erdinger fue fundada en 1886 por Johann Kienle. La cerveza Erdinger es el producto culinario más conocido de la ciudad; sin embargo, la cervecería no recibió su nombre actual hasta 1949 de su propietario Franz Brombach, quien había adquirido la cervecería 14 años antes. El propietario actual es el hijo de Franz Brombach, Werner Brombach (desde 1975).

## Cervezas
Actualmente, hay diez variedades disponibles:
- Weißbier (alc. 5.3%, etiqueta blanca)
- Dunkel (alc. 5.6% y 5.3% en export, etiqueta negra)
- Kristallweizen ― una Weißbier filtrada (alc. 5.3%, etiqueta plateada)
- Pikantus ― una weizenbock oscura (alc. 7.3%)
- Leicht ― cerveza light (alc. 2.9%)
- Urweisse ― cerveza de trigo tradicional
- Schneeweiße ― cerveza estacional de invierno, disponible de noviembre a febrero (alc. 5.6%)
- Erdinger Champ ― cerveza de trigo sin sedimento de levadura en la botella (alc. 4.7%)
- Alkoholfrei ― cerveza sin alcohol (alc. 0.4%, etiqueta azul)[1]
- Festbier ― cerveza estacional para el Herbstfest (festival de otoño o Volksfest)

Desde 2015, Erdinger ha promocionado su cerveza Alkoholfrei como bebida deportiva.